# 中野の渡し
座標: 北緯35度16分32.8秒 東経136度42分14.7秒 / 北緯35.275778度 東経136.704083度
中野の渡し（なかののわたし）は、愛知県一宮市西中野（旧・尾西市）と岐阜県羽島市下中町石田の間にある木曽川の両岸（約800m）を結ぶ渡し船。岐阜県道118号・愛知県道135号羽島稲沢線の一部を構成しており、正式名称は「愛知県営西中野渡船場」である。

## 概要

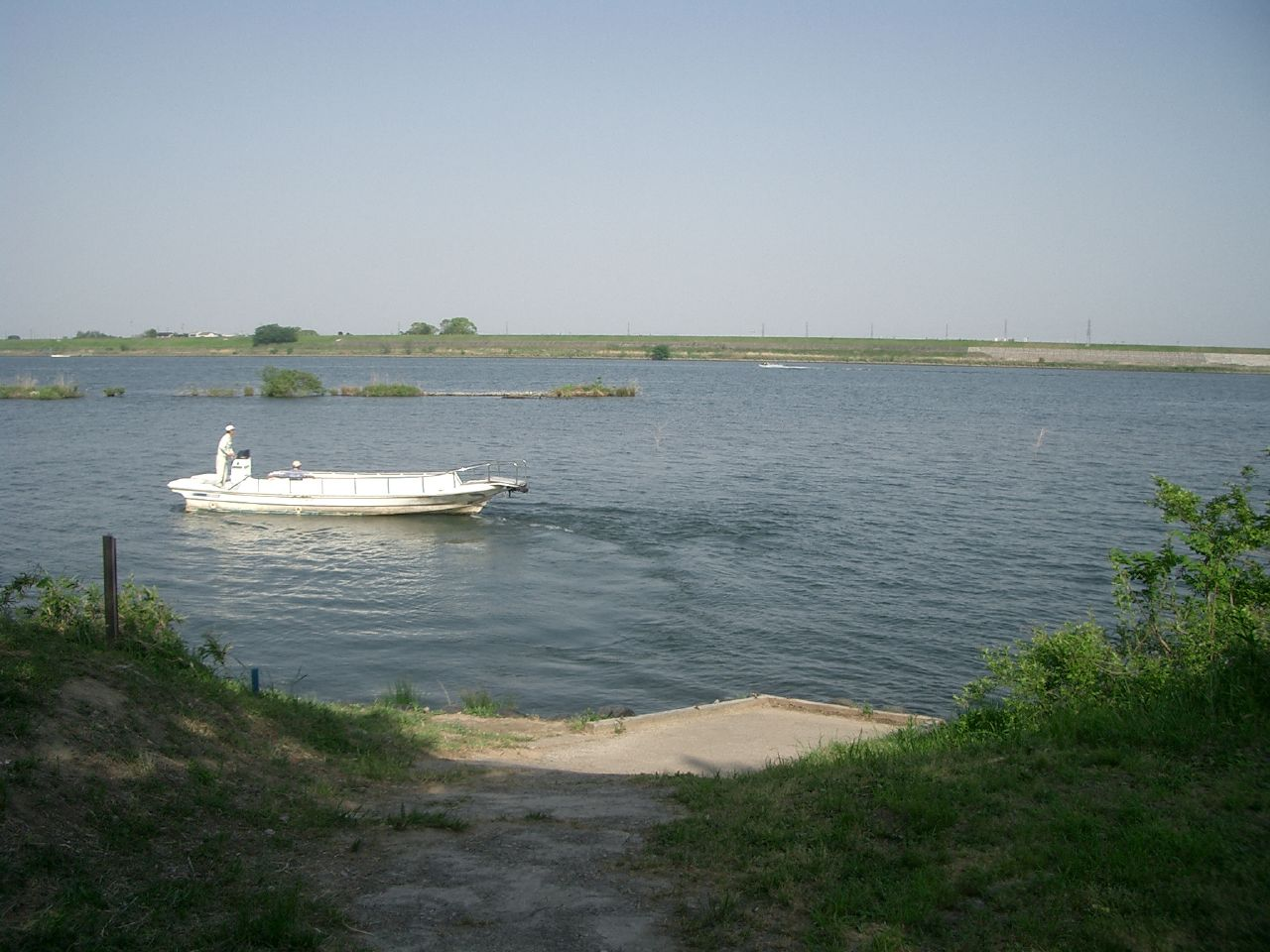
西中野の渡し（岐阜県側船着き場）

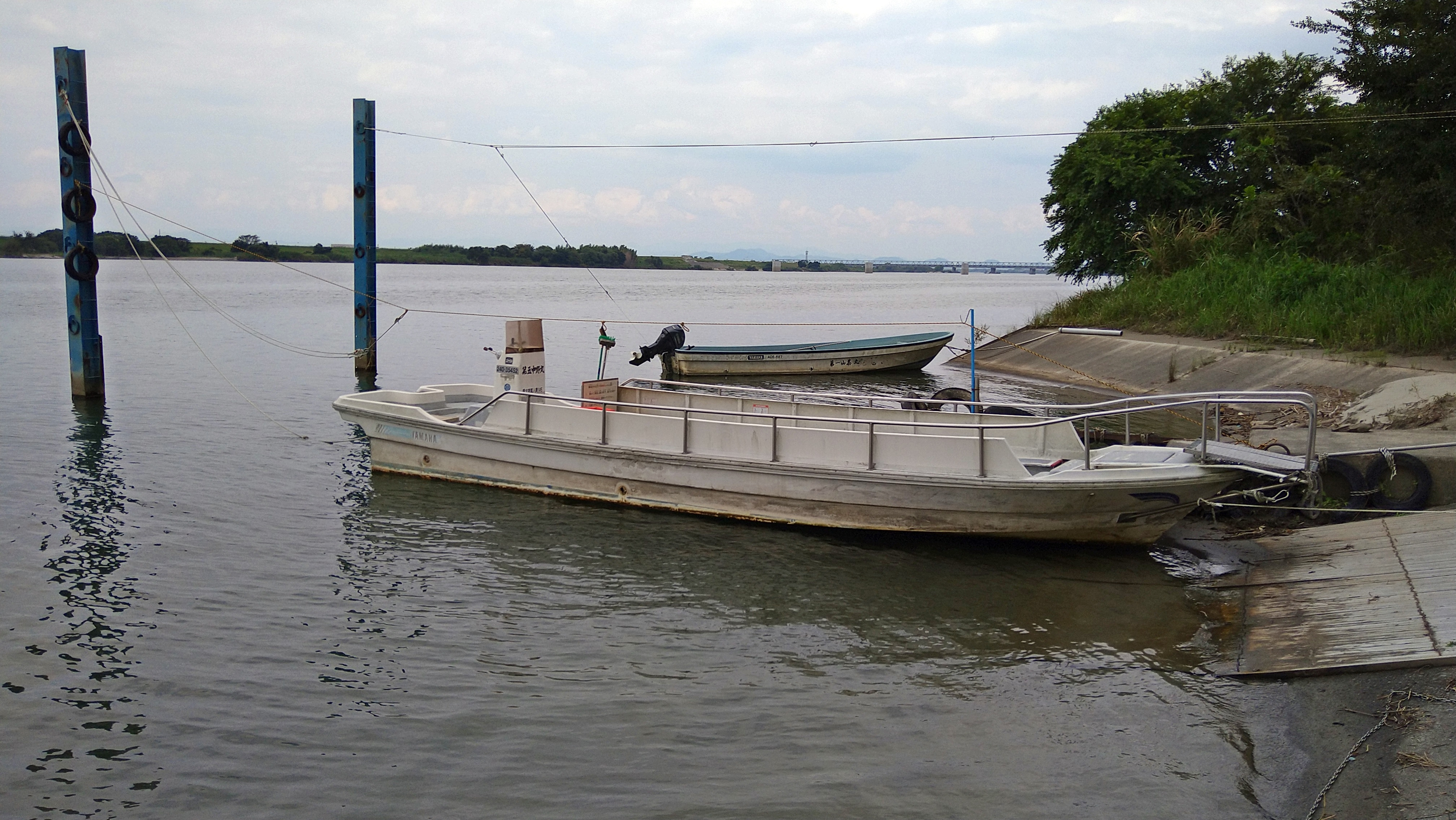
使用される第五中野丸

1586年（天正14年）、かつて岐阜県側にあった羽栗郡中野村が木曽川の大洪水によって分断されたため、船で行き来するようになったことに由来する。現在、運営費は愛知県と岐阜県が負担しており、無料で乗船することができる。
現在の主力船は船外機付きの「第五中野丸」であり、船は一宮市西中野側で待機している。羽島市側から利用の際は、用意されている旗を掲揚するなどして対岸に合図をする。
羽島市側には、往時を偲ぶ石燈明がある。幕末の頃、旧城屋敷の有志によって建設されたもので、正面に「常夜燈」左側面に「不動明王」と刻まれている。

## 運航データ

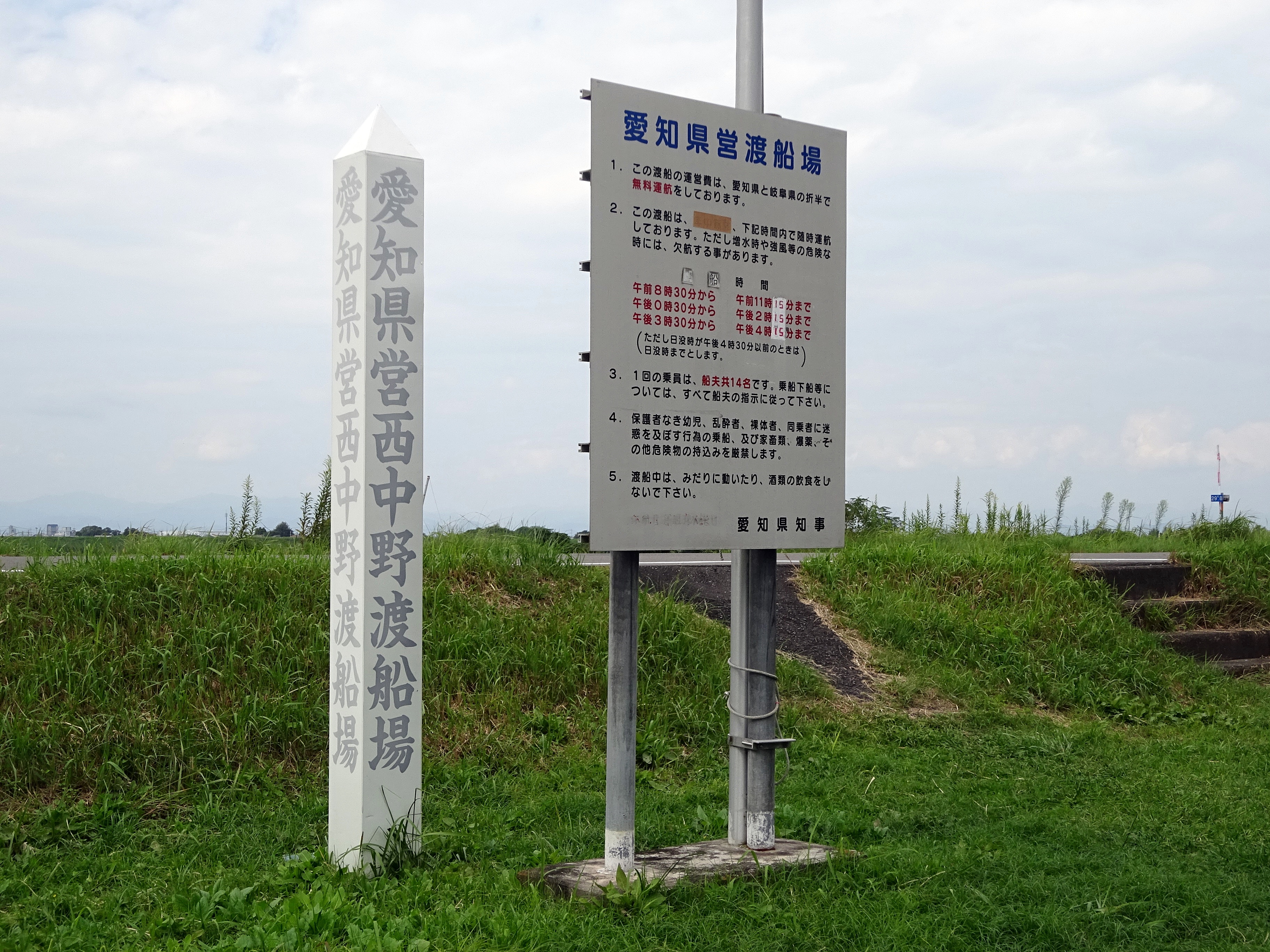
愛知県営渡船の案内看板

- 運航時間：8:30～11:10、12:30～14:10、15:30～16:10
  - なお、運航終了時刻の15分前（岐阜県側にあっては20分前）までには、乗船の申し出が必要。
- 定員：14名（運航員2名含む・救命胴衣着用・自転車も乗船可）
- 運休日：月曜日・木曜日
  - 河川の増水・強風など運航に支障きたす場合は臨時休航となる。
- 利用料金：無料

## 乗船場へのアクセス
愛知県一宮市西中野側
- JR尾張一宮駅または名鉄一宮駅下車、名鉄バスターミナル②のりば西中野行きに乗車、「西中野」停留所下車、徒歩で約1分。

岐阜県羽島市下中町側
- 羽島市コミュニティバス：南部線に乗車、「石田」停留所下車、東へ徒歩で約300m。

## ギャラリー
- 一宮市側の船着場
- 羽島市側の案内標柱
- 羽島市側の船着場

## 新濃尾大橋の架橋後
近辺では新濃尾大橋の架橋工事が進められ、2025年（令和7年）5月24日に供用開始した。新濃尾大橋供用開始後の愛知県営西中野渡船（通称中野の渡し）の運航は2026年（令和8年）3月までは愛知県が運営主体として運航される予定で、2026年（令和8年）4月以降は一宮市の市道への降格となり一宮市が渡船を引き取る。

## 隣の橋
（下流） 立田大橋  - 葛木渡船 - 日原渡船 - 東海大橋 - 馬飼頭首工 - 中野の渡し - 新濃尾大橋 - 木曽川橋梁（JR東海道新幹線） - 木曽川橋（名神高速道路） - 濃尾大橋 （上流）